# Parafia św. Stanisława w Bończy
Parafia św. Stanisława w Bończy – parafia rzymskokatolicka, znajdująca się w archidiecezji lubelskiej, w dekanacie Krasnystaw – Wschód.

## Zasięg parafii
Do parafii należą wierni z następujących miejscowości: Bończa-Kolonia, Bończa, Kukawka, Majdan Kukawiecki, Olszanka, Ostrów-Kolonia, Ostrów, Zalesie.